# اریک (بازیکن فوتبال، زاده ۱۹۹۵)
اریک (انگلیسی: Erik؛ زادهٔ ۲ فوریهٔ ۱۹۹۵) بازیکن فوتبال اهل برزیل است.
از باشگاه‌هایی که در آن بازی کرده‌است می‌توان به باشگاه فوتبال گرمیو و باشگاه ورزشی ژوونتود اشاره کرد.